# Bonneville (jezero)
Bonneville (anglicky Lake Bonneville) bylo jezero, které existovalo v pleistocénu a zaujímalo část území současných států Utah, Idaho a Nevada v USA. Bylo pojmenováno americkým geologem G. K. Gilbertem jménem důstojníka Benjamina L. E. de Bonnevilla, jehož příhody byly popsány americkým spisovatelem Washingtonem Irvingem. Mělo rozlohu asi 50 000 km². Bylo více než 550 km dlouhé a maximálně 230 km široké. Dosahovalo maximální hloubky 400 m.

## Současnost
Pozůstatky jezera Bonneville jsou dnes jezera Malé Solné jezero, Sevier, Rush, Utažské jezero a Velké Solné jezero

## Zajímavost
Jménem jezera byly pojmenovány vozy automobilky Pontiac a motocykly vyráběné britským výrobcem Triumph Motorcycles Ltd.